# 이스트미들랜즈 공항

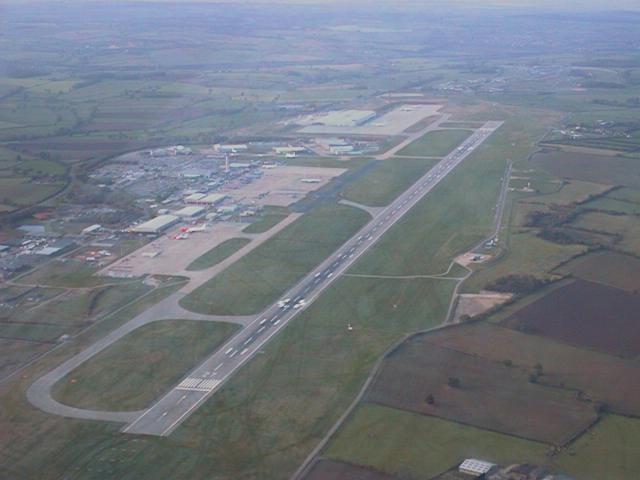
이스트미들랜즈 공항

이스트미들랜즈 공항(East Midlands Airport, IATA: EMA, ICAO: EGNX)은 잉글랜드 이스트미들랜즈의 국제공항으로, 레스터셔주 북서부 캐슬도닝턴에 가까운 곳에 있으며 러프버러(16킬로미터), 더비(20킬로미터), 노팅엄(23킬로미터) 사이에 위치한다. 레스터는 남쪽으로 32킬로미터, 링컨은 북동쪽으로 69킬로미터 지점에 있다. 레스터셔주, 노팅엄셔주, 링컨셔주, 노샘프턴셔주, 더비셔주의 이스트미들랜즈 지역을 관할한다. 1943년 RAF 캐슬 도닝턴(RAF Castle Donington)이라는 이름의 영국왕립공군기지로서 처음 건설되었으며 1965년 민간용으로 재개발되었다. 2008년 승객 수는 5,600,000명이지만 2015년 4,500,000명으로 감소하였으며 승객 수 면에서 영국에서 11번째로 분주한 공항이다.

## 통계
| 순위 | 공항                           | 총 승객 수 | 변화 2017 / 18 |
| ---- | ------------------------------ | ---------- | -------------- |
| 1    | 알리칸테 공항                  | 401,789    | 0.2%           |
| 2    | 팔마데마요르카 공항            | 326,367    | 6.8%           |
| 3    | 테네리페 남 공항               | 326,095    | 1.8%           |
| 4    | 말라가 코스타델솔 공항         | 297,758    | 2.4%           |
| 5    | 파루 공항                      | 244,844    | 1.1%           |
| 6    | 더블린 공항                    | 204,772    | 6.4%           |
| 7    | 란사로테 공항                  | 197,317    | 4.8%           |
| 8    | 조지 베스트 벨파스트 시티 공항 | 150,497    | 1.0%           |
| 9    | 푸에르테벤투라 공항            | 117,558    | 10.3%          |
| 10   | 이비사 공항                    | 101,587    | 7.5%           |